# 御霊村
御霊村（ごりょうむら）は、和歌山県有田郡にあった村。現在の有田川町の南西部、有田川の中流左岸にあたる。

## 地理
- 山岳：白蕨山
- 河川：有田川

## 歴史
- 1889年（明治22年）4月1日 - 町村制の施行により、西丹生図村・東丹生図村・垣倉村・庄村・徳田村・吉見村の区域をもって発足。
- 1955年（昭和30年）4月16日 - 藤並村・田殿村と合併して吉備町が発足。同日御霊村廃止。

## 交通

### 鉄道路線
- 有田鉄道
  - 有田鉄道線
    - 御霊駅 - 金屋口駅

## 施設
- 御霊神社 (有田川町庄) - 庄32
- 弘法井戸 - 徳田428
- 祇園神社 (有田川町) - 徳田432

## 出身人物
- 有本楠太郎（皮革貿易商、大阪市南区会議員） - 庄村出身[1]。